# Maratona di Londra 2016
La maratona di Londra 2016 ha avuto luogo il 24 aprile 2016. È stata la trentaseiesima edizione dell'annuale maratona con partecipazione di massa e la terza maratona maggiore del mondo dell'anno.
La gara maschile è stata vinta dal keniota Eliud Kipchoge e quella femminile dalla keniota Jemima Sumgong. La gara maschile per disabili è stata vinta dallo svizzero Marcel Hug e quella femminile dalla statunitense Tatyana McFadden.

## Percorso
La maratona di Londra si svolge per la maggior parte del percorso adiacente al fiume Tamigi, è lunga 42,195 chilometri (26 miglia e 385 iarde). La strada è intervallata ogni miglio e 5 chilometri.
Il percorso inizia in tre distinti punti: il red start a sud di Greenwich Park, Charlton Way; il green start a St John's Park; il blue start che parte da Shooter's Hill Road. Da questi punti intorno Blackheath a 35 m (115 piedi) sul livello del mare, a sud del fiume Tamigi, il percorso si dirige a est attraverso Charlton. I tre percorsi convergono dopo 4,5 chilometri (2,8 miglia) verso Woolwich, vicino al Royal Artillery Barracks.
Mentre i corridori raggiungono la soglia dei 10 km (6,2 miglia), passano dal Old Royal Naval College e si dirigono verso il bacino di carenaggio di Cutty Sark a Greenwich. Proseguendo in Deptford e Surrey Quays nei Docklands, e verso Bermondsey, i concorrenti corrono lungo Jamaica Road prima di raggiungere il punto a metà strada attraversando quindi Tower Bridge. La corsa si dirige nuovamente verso est lungo The Highway attraverso Wapping; successivamente si dirigono verso Limehouse e a Mudchute nell'Isola dei Cani attraverso Westferry Road, prima di andare a Canary Wharf.
Quando il percorso si dirige lontano da Canary Wharf a Poplar, i concorrenti giungono a ovest attraverso Poplar High Street, poi tornano indietro verso Limehouse e attraversano Commercial Road. Poi tornano sulla strada principale, in Lower e Upper Thames Street. Andando verso il tratto finale della gara, i concorrenti passano la Torre di Londra e Tower Hill. Nel penultimo miglio lungo The Embankment si inizia a intravedere London Eye; prima che gli atleti svoltino a destra in Birdcage Walk per completare il pezzo finale di 352 m (385 iarde), il percorso ingloba il Big Ben e Buckingham Palace, finendo a The Mall in prossimità di St James's Palace.

## Sommario gara
La corsa maschile è stata vinta dal keniota Eliud Kipchoge con un nuovo record, otto secondi in meno rispetto al record mondiale. Kipchoge dopo aver corso a fianco di Stanley Biwott per la maggior parte della corsa, si distaccò per difendere il titolo vinto l'anno precedente.
La corsa femminile è stata vinta dalla keniota Jemima Sumgong che cadde insieme alla duplice vincitrice Mary Keitany e alla vincitrice del 2010 Aselefech Mergia, nelle ultime fasi della gara. Sumgong si rialzò per raggiungere il traguardo, di fronte alla vincitrice del 2015 Tigist Tufa.
Meno di una settimana dopo la Maratona di Boston, gli stessi vincitori vinsero le corse di Londra per disabile in sedia a rotelle. Lo svizzero Marcel Hug vinse la sessione maschile mentre quella femminile venne vinta dalla statunitense Tatyana McFadden. Hug batté il record detenuto da Kurt Fearnley e il sei volte vincitore David Weir con i primi tre finalisti, distaccati l'uno dall'altro di un solo secondo. McFadden prese distacco da Manuela Schär di un singolo secondo per rivendicare il suo quarto titolo consecutivo, con il vincitore del 2010 Wakako Tsuchida che arrivò terzo.
L'astronauta Tim Peake gareggiò nella maratona di Londra dalla International Space Station cronometrato per partire non appena la gara sarebbe iniziata. Peake divenne il primo uomo a correre una maratona dallo spazio, e la seconda persona dopo Sunita Williams che corse la maratona di Boston nel 2007 dal ISS.